# Příběh Popelky
Příběh Popelky (v anglickém originále Cinderella) je americká muzikálová komedie. Jejím režisérem a scenáristou je Kay Cannon a příběh vychází z pohádky o Popelce. Hlavní role ztvárnili Camila Cabello, Idina Menzel, Nicholas Galitzine, Billy Porter, Pierce Brosnan a Minnie Driver. 
Film byl zveřejněn 3. září 2021 na platformě Amazon Prime Video.

## Obsazení
| Camila Cabello     | Popelka                 |
| Billy Porter       | Fab G                   |
| Idina Menzel       | Vivian, nevlastní matka |
| Nicholas Galitzine | princ Robert            |
| Pierce Brosnan     | král Rowan              |
| Minnie Driver      | královna Beatrice       |
| Maddie Baillio     | nevlastní sestra        |
| Charlotte Spencer  | nevlastní sestra        |
| John Mulaney       | John, lokaj/myš         |
| James Corden       | James, lokaj/myš        |
| Romesh Ranganathan | Romesh, lokaj/myš       |
| Missy Elliott      | vyvolávačka             |
| Tallulah Greive    | princezna Gwen          |
| Fra Fee            | Hench                   |
| Luke Latchman      | Griff                   |
| Mary Higgins       | princezna Laura         |
| Beverley Knight    |                         |

## Výroba filmu
V dubnu 2019 společnost Columbia Pictures oznámila filmový muzikál na téma Popelky. Kay Cannon byl uveden jako scenárista a režisér filmu, James Corden jako autor námětu a producent. Na produkci se měl podílet v rámci společnosti Fulwell 73 s Leem Pearlmanem, Jonathanem Kadinem a Shannonem McIntoshem.
Natáčení filmu začalo v únoru 2020. V březnu 2020 bylo natáčení pozastaveno kvůli pandemii covidu-19. Výroba byla obnovena v srpnu 2020 a v září natáčení skončilo.
V červnu 2019 společnost Sony naplánovala uvedení filmu v amerických kinech na 5. února 2021. V lednu 2021 byla však premiéra posunuta na 16. července 2021 a v květnu 2021 bylo uvedení filmu do kin zrušeno. Práva ke snímku koupila společnost Amazon Studios, která jej 3. září 2021 vydala ve videotéce Amazon Prime Video.

### Hudba
V dubnu 2019 bylo oznámeno, že Camila Cabello pracuje na hudbě k filmu. V říjnu 2020 Idina Menzel potvrdila, že „[ona i Camila] mají také originální písně.“